# Fulton (Misisipi)
Fulton es una ciudad del Condado de Itawamba, Misisipi, Estados Unidos. Según el censo de 2000 tenía una población de 3.882 habitantes.

## Demografía
Según el censo de 2000, había 3.882 personas, 1.357 hogares y 891 familias residiendo en la localidad. La densidad de población era de 173,9 hab./km². Había 1.508 viviendas con una densidad media de 67,5 viviendas/km². El 83,69% de los habitantes eran blancos, el 14,61% afroamericanos, el 0,23% amerindios, el 0,52% asiáticos, el 0,28% de otras razas y el 0,67% pertenecía a dos o más razas. El 1,26% de la población eran hispanos o latinos de cualquier raza.
Según el censo, de los 1.357 hogares en el 26,5% había menores de 18 años, el 48,3% pertenecía a parejas casadas, el 13,9% tenía a una mujer como cabeza de familia, y el 34,3% no eran familias. El 31,8% de los hogares estaba compuesto por un único individuo, y el 16,5% pertenecía a alguien mayor de 65 años viviendo solo. El tamaño promedio de los hogares era de 2,29 personas y el de las familias de 2,88.
La población estaba distribuida en un 18,7% de habitantes menores de 18 años, un 21,3% entre 18 y 24 años, un 20,9% de 25 a 44, un 19,3% de 45 a 64, y un 19,8% de 65 años o mayores. La media de edad era 35 años. Por cada 100 mujeres había 83,5 hombres. Por cada 100 mujeres de 18 años o más, había 82,8 hombres.
Los ingresos medios por hogar en la localidad eran de 29.449 dólares ($), y los ingresos medios por familia eran 42.287 $. Los hombres tenían unos ingresos medios de 33.490 $ frente a los 23.278 $ para las mujeres. La renta per cápita para la ciudad era de 15.540 $. El 16,9% de la población y el 9,7% de las familias estaban por debajo del umbral de pobreza. El 21,4% de los menores de 18 años y el 17,2% de los habitantes de 65 años o más vivían por debajo del umbral de pobreza.

## Geografía
Según la Oficina del Censo de los Estados Unidos, Fulton tiene un área total de 22,9 km² de los cuales 22,3 km² corresponden a tierra firme y 0,6 km² a agua. El porcentaje total de superficie con agua es 2,60%.